# Épiméthée (collection)
Pour les articles homonymes, voir Épiméthée (homonymie).
Épiméthée est une collection des Presses universitaires de France spécialisée dans l'histoire de la philosophie et la phénoménologie, fondée par Jean Hyppolite en 1953. Dirigée par Jean-Luc Marion depuis 1981, puis par Vincent Carraud et Dan Arbib (secrétaires de collection jusqu'alors) à compter de juin 2021, elle se divise en deux séries : l'une (de couleur rouge brique) qui propose des éditions et traductions des grands textes de l'histoire de la philosophie, d'Anaximandre à Heidegger ; et l'autre (de couleur jaune moutarde) qui publie des essais de philosophes et historiens de la philosophie contemporains.   
C'est dans cette collection que furent publiés par exemple certains ouvrages de Gilles Deleuze, Jacques Derrida, Michel Serres, Michel Henry ou Emmanuel Levinas.  
Jacques Brunschwig raconte que lorsqu'on demandait à Jean Hyppolite pourquoi il avait choisi ce titre de collection, il répondait « c'est mon secret ! ». Jean-Luc Marion a proposé sa propre interprétation de ce choix, en soulignant que contrairement à son frère Prométhée, Épiméthée « demeure dans l’aporie » (Platon, Protagoras, 321), qui est le lieu même de la philosophie.

## Liste des ouvrages par année

### Années 1950

#### 1953
- Jean Hyppolite : Logique et existence : essai sur la logique de Hegel.
- Gilles Deleuze : Empirisme et subjectivité, essai sur la nature humaine selon Hume.
- Alphonse de Waelhens : Phénoménologie et vérité, essai sur l'évolution de l'idée de vérité chez Husserl et Heidegger.
- Mikel Dufrenne : Phénoménologie de l'expérience esthétique.

#### 1954
- Henri Arvon : Aux sources de l'existentialisme : Max Stirner.
- Jeanne Delhomme : La pensée interrogative.

#### 1955
- Edmund Husserl : La Philosophie comme science rigoureuse. Introduction, traduction et commentaire par Quentin Lauer.
- Quentin Lauer : Phénoménologie de Husserl, essai sur la genèse de l'intentionnalité.
- Jean Nabert : Essai sur le mal.
- André Neher : L'Essence du prophétisme.
- Parménide : Le Poème. Présentation, texte et traduction de Jean Beaufret.

#### 1957
- Henri Arvon : Ludwig Feuerbach, ou la Transformation du sacré.
- Suzanne Bachelard : La Logique de Husserl, étude sur 'Logique formelle et logique transcendantale'.
- Edmund Husserl : Logique formelle et logique transcendantale, essai d'une critique de la raison logique. Traduit de l'allemand par Suzanne Bachelard.

#### 1958
- Martin Heidegger : Introduction à la métaphysique. traduit de l'allemand et présenté par Gilbert Kahn.

#### 1959
- Beda Allemann : Hölderlin et Heidegger, recherche de la relation entre poésie et pensée, traduit de l'allemand par François Fédier.
- Mikel Dufrenne : La notion d'"a priori".
- Maurice Dupuy : La Philosophie de la religion chez Max Scheler.
- Maurice Dupuy : La Philosophie de Max Scheler, son évolution et son unité.
- Martin Heidegger, Qu'appelle-t-on penser ?. Traduit de l'allemand par Aloys Becker et Gérard Granel
- Edmund Husserl : Recherches logiques, traduit de l'allemand par Hubert Elie. Tome I, Prolégomènes à la logique pure.

### Années 1960

#### 1960
- Ludwig Feuerbach : Manifestes philosophiques, textes choisis, 1839-1845.
- Jules Vuillemin : Mathématiques et métaphysique chez Descartes.

#### 1961
- Michel Alexandre : Lecture de Kant. Textes rassemblés et annotés par Gérard Granel.
- Edmund Husserl : Recherches logiques 2, Recherches pour la phénoménologie et la théorie de la connaissance. 1re partie (Recherches I et II). Traduit de l'allemand par Hubert Elie, avec la collaboration de Lothar Kelkel et René Schérer.

#### 1962
- Edmund Husserl : L'Origine de la géométrie. Traduction et introduction de Jacques Derrida.
- Edmund Husserl : Recherches logiques 2, Recherches pour la phénoménologie et la théorie de la connaissance. 2e partie (Recherches III, IV et V). Traduit de l'allemand par Hubert Elie, avec la collaboration de Lothar Kelkel et René Schérer.
- Jules Vuillemin : La Philosophie de l'algèbre 1, Recherches sur quelques concepts et méthodes de l'algèbre moderne.

#### 1963
- Michel Henry : L'essence de la manifestation.
- Edmund Husserl : Recherches logiques 3,  Éléments d'une élucidation phénoménologique de la connaissance (Recherche VI). Traduit de l'allemand par Hubert Elie, avec la collaboration de Lothar Kelkel et René Schérer.

#### 1964
- Edmund Husserl : Leçons pour une phénoménologie de la conscience intime du temps, traduit de l'allemand par Henri Dussort. Préface de Gérard Granel.
- Roger Martin :  Logique contemporaine et formalisation.
- Gilbert Simondon : L'Individu et sa genèse physico-biologique, l'individuation à la lumière des notions de forme et d'information.

#### 1965
- Michel Henry : Philosophie et phénoménologie du corps, essai sur l'ontologie biranienne.

#### 1966
- Jacques d'Hondt : Hegel, philosophe de l'histoire vivante.

#### 1967
- Jeanne Delhomme : La Pensée et le réel, critique de l'ontologie.
- Jacques Derrida : La Voix et le phénomène, introduction au problème du signe dans la phénoménologie de Husserl.
- René Schérer : La phénoménologie des "recherches logiques" de Husserl.

#### 1968
- Jacques d'Hondt : Hegel secret : recherches sur les sources cachées de la pensée de Hegel.
- Georges Lanteri Laura : Phénoménologie de la subjectivité.
- Michel Serres : Le Système de Leibniz et ses modèles mathématiques.
- Pierre Trotignon : L'Idée de vie chez Bergson et la critique de la métaphysique.
- Gilles Deleuze : Différence et Répétition

#### 1969
- Georg Wilhelm Friedrich Hegel : La Première philosophie de l'esprit (Iéna, 1803-1804). Traduit et présenté par Guy Planty-Bonjour.

### Années 1970

#### 1970
- Hegel et la pensée moderne : séminaire sur Hegel dirigé par Jean Hyppolite au Collège de France (1967-1968); textes publiés sous la direction de Jacques d'Hondt.
- Georg Wilhelm Friedrich Hegel : La théorie de la mesure. Traduit et commenté par André Doz.
- Edmund Husserl : Expérience et jugement : recherches en vue d'une généalogie de la logique.
- Edmund Husserl : L'idée de la phénoménologie : cinq leçons. Traduit par Alexandre Lowit.
- Edmund Husserl : Philosophie première 1. Histoire critique des idées. Traduit par Arion Lothar Kelkel.

#### 1971
- Hommage à Jean Hyppolite par Suzanne Bachelard, Georges Canguilhem, François Dagognet, Michel Foucault.
- Jean Hyppolite : Figures de la pensée philosophique : écrits de Jean Hyppolite, 1931-1968.

#### 1972
- Edmund Husserl : Philosophie de l'arithmétique, recherches psychologiques et logiques.
- Edmund Husserl : Philosophie première 2, Théorie de la réduction phénoménologique : 1923-24.

#### 1975
- Edmund Husserl : Articles sur la logique : 1890-1913. Traduit par Jacques English.

### Années 1980

#### 1981
- Ferdinand Alquié : Le rationalisme de Spinoza.
- René Descartes : L'Entretien avec Burman. Traduit et annoté par Jean-Marie Beyssade.

#### 1982
- Rémi Brague : Du Temps chez Platon et Aristote : quatre études.
- Edmund Husserl : Recherches phénoménologiques pour la constitution. Traduit par Éliane Escoubas.
- Emmanuel Martineau : La Provenance des espèces : cinq méditations sur la libération de la liberté.

#### 1983
- Jean-Luc Marion et Jean Deprun (dir.):  La Passion de la raison : hommage à Ferdinand Alquié.
- Claude Bruaire : L'Être et l'esprit.
- Nicolas Grimaldi : L'Art ou la Feinte passion : essai sur l'expérience esthétique.
- Georg Wilhelm Friedrich Hegel : La Positivité de la religion chrétienne. Traduction sous la direction de Guy Planty-Bonjour.
- Dominique Janicaud : La Métaphysique à la limite : cinq études sur Heidegger.
- Jean-François Mattéi L'Étranger et le simulacre : essai sur la fondation de l'ontologie platonicienne.
- Friedrich Wilhelm Joseph von Schelling : Contribution à l'histoire de la philosophie moderne : leçons de Munich.

#### 1984
- Jean-Luc Marion et Guy Planty-Bonjour (dir.): Phénoménologie et métaphysique.
- Jean Beaufret : Entretiens avec Frédéric de Towarnicki.
- Gérard Ferreyrolles : Pascal et la raison du politique.
- Johann Gottlieb Fichte : Fondement du droit naturel selon les principes de la doctrine de la science : 1796-1797. Traduit de l'allemand par Alain Renaut.

#### 1985
- George Berkeley: Œuvres 1. Éd. publ. sous la dir. de Geneviève Brykman.
- François Fédier: Interprétations.
- Michel Henry : Généalogie de la psychanalyse : le commencement perdu.
- Ruprecht Paqué : Le Statut parisien des nominalistes : recherches sur la formation du concept de réalité de la science moderne de la nature : Guillaume d'Occam, Jean Buridan et Pierre d'Espagne, Nicolas d'Autrecourt et Grégoire de Rimini. Trad. de l'allemand par Emmanuel Martineau.
- Francis Bacon : Novum organum. Introd., trad. et notes par Michel Malherbe et Jean-Marie Pousseur.

#### 1986
- Johann Gottlieb Fichte : Le Système de l'éthique d'après les principes de la doctrine de la science. Présent., trad. et postf. par Paul Naulin.
- Héraclite : Fragments. Texte établi, trad., commenté par Marcel Conche.
- Emmanuel Kant: Opus postumum. Trad., présentation et notes par François Marty.
- Gottfried Wilhelm Leibniz: Principes de la nature et de la grâce fondés en raison. Principes de la philosophie ou Monadologie. Édition d'André Robinet.
- Jean-Luc Marion : Sur le prisme métaphysique de Descartes.
- Alain Renaut : Le Système du droit : philosophie et droit dans la pensée de Fichte.

#### 1987
- Nicolas Grimaldi et Jean-Luc Marion (dir.): Le Discours et sa méthode.
- Ferdinand Alquié : La Découverte métaphysique de l'homme chez Descartes.
- Francis Bacon : Récusation des doctrines philosophiques et autres opuscules.
- George Berkeley: Œuvres 2. Éd. publ. sous la dir. de Geneviève Brykman.
- René Descartes : Abrégé de musique. Édition nouvelle, trad., présentation et notes par Frédéric de Buzon.
- René Descartes : Exercices pour les éléments des solides : essai en complément d'Euclide. Édition critique avec introduction, traduction, notes et commentaire par Pierre Costabel.
- Épicure : Lettres et maximes. Texte établi et trad. avec introd. et notes par Marcel Conche.
- Jean Grondin : Le Tournant dans la pensée de Martin Heidegger.
- Friedrich Wilhelm Joseph von Schelling : Premiers écrits. Présentation, trad. et notes par Jean-François Courtine, avec la collab. de Marc Kauffmann.
- Xavier Tilliette: L'Absolu et la philosophie : essais sur Schelling.

#### 1988
- Rémi Brague : Aristote et la question du monde.
- Jean Duns Scot : Sur la connaissance de Dieu et l'univocité de l'étant. Introd., trad. et comment. par Olivier Boulnois.
- Thomas Hobbes : Court traité des premiers principes. Texte, trad. et comment. par Jean Bernhardt.
- Jean Laporte : Le Rationalisme de Descartes.
- Léo Strauss : Maïmonide.

#### 1989
- Harry G. Franckfurt : Démons, rêveurs et fous : la défense de la raison dans les "Méditations" de Descartes. Présentation et trad. de Sylvain M. Luquet.
- Jean-Luc Marion : Réduction et donation : recherches sur Husserl, Heidegger et la phénoménologie.
- Bertrand Russell : Écrits de logique philosophique. Avant-propos et trad. de l'anglais par Jean-Michel Roy.
- Friedrich Wilhelm Joseph von Schelling : Philosophie de la Révélation 1: introduction à la philosophie de la Révélation. Trad. de la RCP Schellingiana du CNRS sous la dir. de Jean-François Marquet et Jean-François Courtine.

### Années 1990

#### 1990
- Rémi Brague et Jean-François Courtine (dir.) : Herméneutique et ontologie : mélanges en hommage à Pierre Aubenque.
- Henri Bergson : Cours 1 : Leçons de psychologie et de métaphysique. Éd. par Henri Hude ; avec la collab. de Jean-Louis Dumas, avant-propos par Henri Gouhier.
- Jean-François Courtine : Suarez et le système de la métaphysique.
- Jacques Derrida : Le Problème de la genèse dans la philosophie de Husserl.
- Michel Henry : Phénoménlogie matérielle.
- Alexis Philonenko : Le Transcendantal et la pensée moderne.
- Geneviève Rodis-Lewis : L'Anthropologie cartésienne.

#### 1991
- Anaximandre : Fragments et témoignages. Texte grec, traduction, introduction et commentaire par Marcel Conche.
- Johann Gottlieb Fichte : Correspondance (1794-1802). Présentation, trad. et notes par Myriam Bienenstock.
- Edmund Husserl : Problèmes fondamentaux de la phénoménologie. Trad., indications, notes, remarques et index par Jacques English.
- Friedrich Wilhelm Joseph von Schelling : Philosophie de la Révélation 2: Première partie. Trad. de la RCP Schellingiana du CNRS sous la dir. de Jean-François Marquet et Jean-François Courtine.

#### 1992
- Henri Bergson : Cours 2 : Leçons d'esthétique de Clermont-Ferrand ; Leçons de morale, psychologie et métaphysique du lycée Henri IV. Éd. par Henri Hude ; avec la collab. de Jean-Louis Dumas.
- George Berkeley: Œuvres 3. Éd. publ. sous la dir. de Geneviève Brykman, trad. de Sandra Bernas.
- Vincent Carraud : Pascal et la philosophie.
- Claude Imbert : Phénoménologies et langues formulaires.
- Friedrich Wilhelm Joseph von Schelling : Les âges du monde : fragments dans les premières versions de 1811 et 1813.
- Charles Bernard Schmitt : Aristote et la Renaissance.

#### 1993
- Béatrice Longuenesse : Kant et le Pouvoir de juger, sensibilité et discursivité dans l'« Analytique transcendantale » de la « Critique de la raison pure ».
- Jean Pic de la Mirandole : Œuvres philosophiques. Trad. et notes d'Olivier Boulnois et Giuseppe Tognon.
- Edmund Husserl : La Phénoménologie et les fondements des sciences. Prés., trad. et notes de Dorian Tiffeneau et Arion L. Kelkel.
- Jules Vuillemin : la Philosophie de l'algèbre
- Jules Lequier : La Recherche d'une première vérité. Préf. de Charles Renouvier, éd. d'André Clair.
- Jean Grondin : Universalité de l'herméneutique. Préf. de Hans-Georg Gadamer.

#### 1994
- Friedrich Nietzsche : Écrits autobiographiques, 1856-1869. Trad. et notes de Marc Crépon.
- Jean-Yves Lacoste : Expérience et absolu, questions disputées sur l'humanité de l'homme.
- Edmund Husserl : Méditations cartésiennes. Prés., trad. et notes de Marc de Launay
- Jean Greisch : Ontologie et temporalité : esquisse d'une interprétation intégrale de « Sein und Zeit »
- Friedrich Wilhelm Joseph von Schelling : Philosophie de la Révélation 3, Deuxième partie. Trad. de la RCP Schellingiana du CNRS sous la dir. de Jean-François Marquet et Jean-François Courtine.
- John Locke : Le second traité du gouvernement, essai sur la véritable origine, l'étendue et la fin du gouvernement civil. Trad., intro. et notes par Jean-Fabien Spitz avec la collab. de Christian Lazzeri.
- Pierre-François Moreau : Spinoza : l'expérience et l'éternité.
- Rudolf Bernet : La vie du sujet : recherches sur l'interprétation de Husserl dans la phénoménologie.

#### 1996
- Hans-Georg Gadamer : La philosophie herméneutique. Avant-propos, trad. et notes de Jean Grondin.

### Années 2010

#### 2014
- Sophie-Jan Arrien : L'Inquiétude de la pensée.

#### 2019
- Édouard Mehl : Descartes et la fabrique du monde.
- Claude Romano : Les repères éblouissants.
- Jean-Sébastien Hardy : La chose et le geste.